# Gerhard Nilsson
Gustaf Gerhard Nilsson (i riksdagen kallad Nilsson i Gävle), född 6 mars 1895 i Hille församling, Gävleborgs län, död 12 juli 1958 i Gävle, var en svensk glasmästare och riksdagspolitiker. 
Gerhard Nilsson var riksdagsledamot i andra kammaren 1957–1958 för Gävleborgs läns valkrets. Han är begravd på Gamla kyrkogården i Gävle.